# Kiekskiejmy

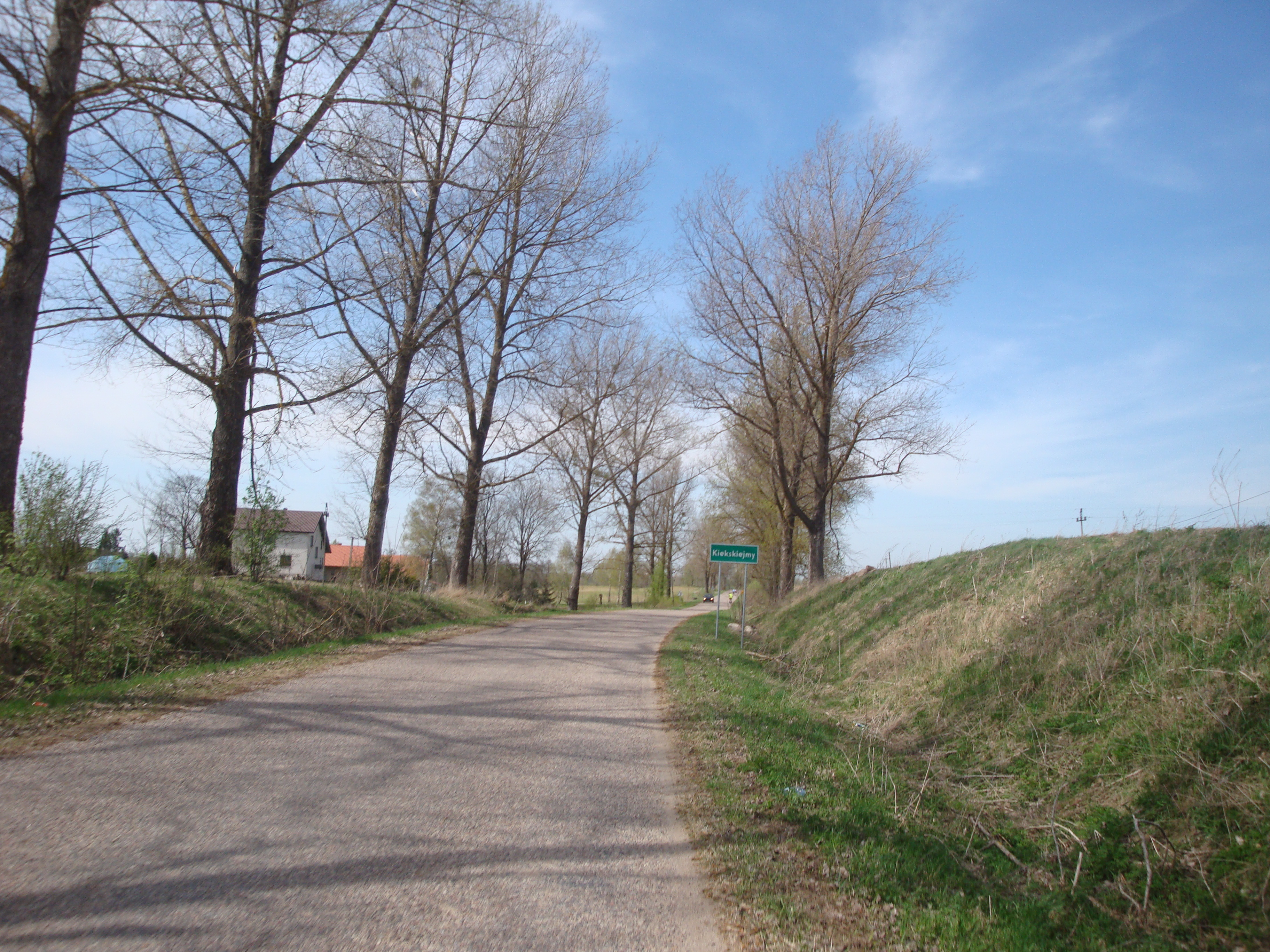

Kiekskiejmy (deutsch Kögskehmen, 1938 bis 1945 Kecksheim) ist ein Dorf in der polnischen Woiwodschaft Ermland-Masuren. Es ist Sitz eines Schulzenamtes (polnisch: Sołectwo) innerhalb der Landgemeinde Dubeninki (Dubeningken, 1938 bis 1945 Dubeningen) im Kreis Gołdap (Goldap).

## Geographische Lage
Kiekskiejmy am Südostrand der Rominter Heide (polnisch: Puszcza Romincka) liegt östlich der Stadt Gołdap (Goldap) im äußersten Nordosten der Woiwodschaft Ermland-Masuren. Die heutige Staatsgrenze zwischen Polen und Russland liegt nur drei Kilometer in nördlicher Richtung. Die einstige Grenze zwischen dem Deutschen Reich und Polen verläuft fünf Kilometer südöstlich.

## Geschichte
Noch vor dem Jahre 1557 wurde das damalige Keckskeinen gegründet und bestand vor 1945 aus mehreren großen und kleinen Höfen und Gehöften. Der Name änderte sich in den Folgejahren in Kerstekehmen (vor 1589), Kägsten (vor 1785) und Kiegskehmen (nach 1785). Im Jahre 1874 kam das dann Kögskehmen genannte Dorf zum neu errichteten Amtsbezirk Adlersfelde, der – nach 1938 als Amtsbezirk Unterfelde – bis 1945 bestand und zum Kreis Goldap im Regierungsbezirk Gumbinnen der preußischen Provinz Ostpreußen gehörte.
Im Jahre 1910 waren in Kögskehmen 86 Einwohner registriert. Ihre Zahl stieg bis 1933 auf 90 und blieb bis 1939 gleichbleibend.
Am 3. Juni 1938 – amtlich bestätigt am 16. Juli 1938 – erhielt Kögskehmen im Zuge der nationalsozialistischen Umbenennungsaktion den Namen „Kecksheim“. Im Jahre 1945 wurde das Dorf in Kriegsfolge mit dem gesamten südlichen Ostpreußen Polen zugeordnet und heißt seither „Kiekskiejmy“. Heute ist es eine Ortschaft mit Sołectwo in der Gmina Dubeninki innerhalb des Powiat Gołdapski. Zwischen 1975 und 1998 noch zur Woiwodschaft Suwałki zugehörig, ist es nunmehr der Woiwodschaft Ermland-Masuren zugeordnet.

## Religionen
Kögskehmen mit seiner überwiegend evangelischen Bevölkerung war bis 1945 in das Kirchspiel der Kirche Szittkehmen im Kirchenkreis Goldap innerhalb der Kirchenprovinz Ostpreußen der Kirche der Altpreußischen Union eingepfarrt. Die Pfarrkirche der wenigen katholischen Kirchenglieder war die in Goldap, die zum Bistum Ermland gehörte. 
Seit 1945 hat sich die kirchliche Situation in Kiekskiejmy umgedreht: die nun mehrheitlich katholische Einwohnerschaft nutzt das einst evangelische Gotteshaus in Żytkiejmy als ihre Pfarrkirche, die dem Dekanat Filipów im Bistum Ełk (Lyck) der Katholischen Kirche in Polen untersteht. Die wenigen evangelischen Kirchenglieder gehören zur Kirchengemeinde in Gołdap, die eine Filialgemeinde der Pfarrei in Suwałki in der Diözese Masuren der Evangelisch-lutherischen Kirche in Polen ist.

## Evangelischer Friedhof
In Kiekskiejmy existiert noch ein evangelischer Friedhof aus dem 20. Jahrhundert. Er steht unter besonderem Schutz als Kulturdenkmal.

## Verkehr
Kiekskiejmy liegt unweit der Woiwodschaftsstraße DW 651, die die Kreisstädte Gołdap/Woiwodschaft Ermland-Masuren und Sejny/Woiwodschaft Podlachien miteinander verbindet. Das Dorf ist von Żytkiejmy aus in südöstlicher Richtung auf der Nebenstraße nach Skajzgiry (Skaisgirren, 1938 bis 1945 Hellerau) zu erreichen. Eine Bahnanbindung besteht nicht mehr, seit die Bahnstation Żytkiejmy an der 1945 in Kriegsfolge  aufgelösten Bahnstrecke Gumbinnen–Goldap geschlossen worden ist.